# Jean Fournier (humoriste)
Pour les articles homonymes, voir Jean Fournier et Fournier.
 (décembre 2023).
Si vous disposez d'ouvrages ou d'articles de référence ou si vous connaissez des sites web de qualité traitant du thème abordé ici, merci de compléter l'article en donnant les références utiles à sa vérifiabilité et en les liant à la section « Notes et références ».
Jean Fournier est un humoriste et comédien québécois. Il a fait partie du groupe d'humour Les 4-Alogues avec, notamment, l'humoriste Patrick Groulx. Il a aussi participé à l'émission de télévision Le Groulx Luxe, encore avec Patrick Groulx.
Il fait partie de l'équipe La Revanche des nerdz une émission sur la science et la technologie animée par François-Étienne Paré. Il y fait entre autres des reportages d'actualité.
Il a également fait des apparitions comme comédien dans l'émission Les Pieds dans la marge à Radio-Canada.
De plus, il est comédien dans la Coalition des Improvisateurs Anonymes (C.I.A.), la ligue d'improvisation théâtrale du Café Campus, à Montréal.
Il a joué Killer Barette dans le dernier épisode de la première saison de Radio Enfer.